# Gouvernement de Foix

Le Gouvernement de Foix fut l'un des vingt-et-un gouvernements généraux de la seconde classe de la France avant la Révolution française.

## Histoire
Par ordonnance du 18 mars 1776, le roi Louis XVI distribua les gouvernements généraux des provinces, au nombre de trente-neuf, en deux classes.
La première classe comprenait dix-huit gouvernements généraux, dont les gouverneurs percevaient chacun annuellement, soit en appointements, soit en émoluments, une somme de 60 000 livres.
La seconde classe comprenait vingt-un gouvernements dont le gourvernement de Foix, à chacun des gouverneurs  desquels il n'était attribué que 30 000 livres par an.

## Territoire
Il était situé entre le Languedoc et le Roussillon, et se composait de la province de Foix, plus le Donezan et la cosuzeraineté du roi de France sur l'Andorre. Son chef-lieu était Foix. Il correspond aujourd'hui à une fraction axiale du département de l'Ariège.

### articles connexes
- Gouvernements généraux et particuliers
- États de Foix
- Territoires du royaume de France
- Histoire de l'Ariège

## Source
Cet article comprend des extraits du Dictionnaire Bouillet. Il est possible de supprimer cette indication, si le texte reflète le savoir actuel sur ce thème, si les sources sont citées, s'il satisfait aux exigences linguistiques actuelles et s'il ne contient pas de propos qui vont à l'encontre des règles de neutralité de Wikipédia.